# Ilha da Boa Viagem
Ilha da Boa Viagem localiza-se no interior da baía de Guanabara, na cidade de Niterói, estado do Rio de Janeiro, no Brasil. Encontra-se descrita em diversos relatos e retratada em pranchas dos séculos XVIII e XIX como um local paradisíaco, para o que contribuíram as suas características naturais, com grutas e vegetação submersas, tornando-a em um incomparável pesqueiro.

## História
O local foi batizado de Ilha da Boa Viagem porque os navegadores que chegavam ou saíam da Baía de Guanabara se ajoelhavam no convés das embarcações para agradecer a boa viagem que teriam tido ou para pedir a bênção para uma nova viagem fora da Baía. Eram comandantes e marinheiros que ajudavam a manter o local, e os donativos eram dados de acordo com a distância da viagem.
É ocupada pela Capela de Nossa Senhora da Boa Viagem, sobranceira às águas da Guanabara, erguida no século XVIII, no ponto mais elevado da ilha, pelo Provedor da Fazenda Real, Diogo Carvalho da Fontoura, fruto de uma promessa, em agradecimento por uma graça recebida. O dia da padroeira era festejado na capela votiva com celebração de missa e romaria tanto por marinheiros quanto por viajantes.
A ilha abrigou ainda uma bateria artilhada, para complemento da defesa da entrada da barra: a Bateria de Nossa Senhora da Boa Viagem. Duramente castigada pelo fogo da Esquadra durante a Revolta da Armada (1893). Ali funcionou, entre 1840 e 1846 a Escola de Aprendizes Marinheiros. No início do século XX, a capela passou a ser cuidada pela Sociedade Protetora dos Homens do Mar, que exerceu essas funções até 1937, quando esta a devolveu para a União.
Em 1937, foi entregue pela Marinha através de acordo firmado com a Federação dos Escoteiros do Mar, sob os cuidados do Almirante Benjamin Sodré, o "Velho Lobo", para ser um Campo Escola Nacional dos Escoteiros do Mar. A ilha é ligada ao continente por uma ponte, construída na década de 1970.
Após vários anos de abandono e falta de manutenção por parte dos escoteiros, a Prefeitura Municipal de Niterói, com anuência do Ministério público do Estado do Rio de Janeiro, assumiu o controle da Ilha e abriu processo de licitação para obras e completa manutenção e preservação do patrimônio. 

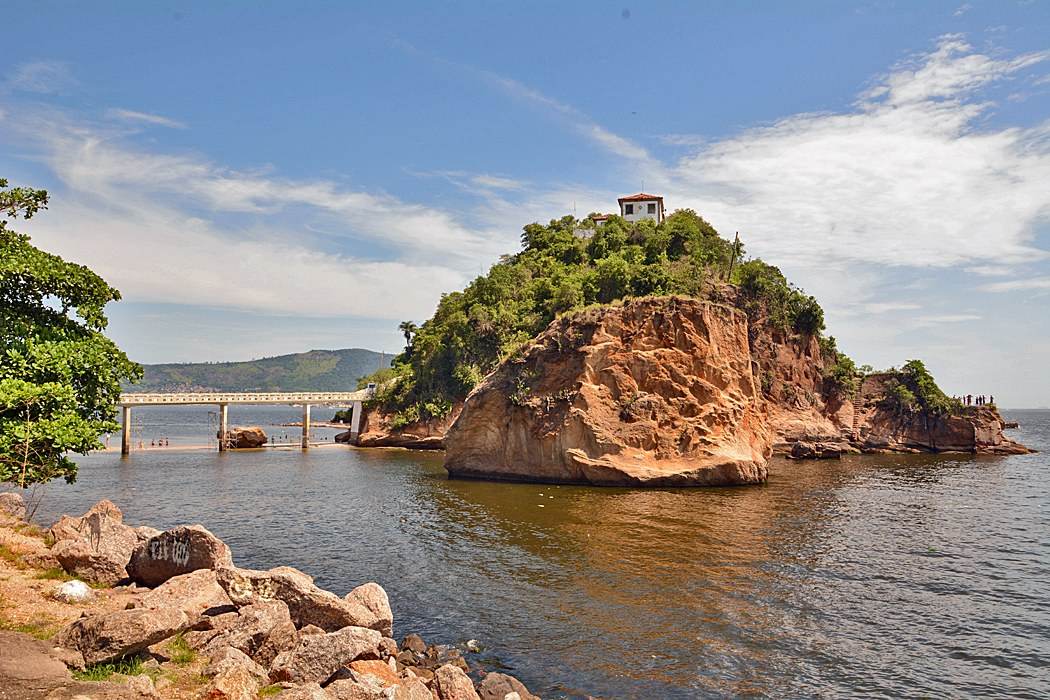
Ilha da boa viagem vista da orla
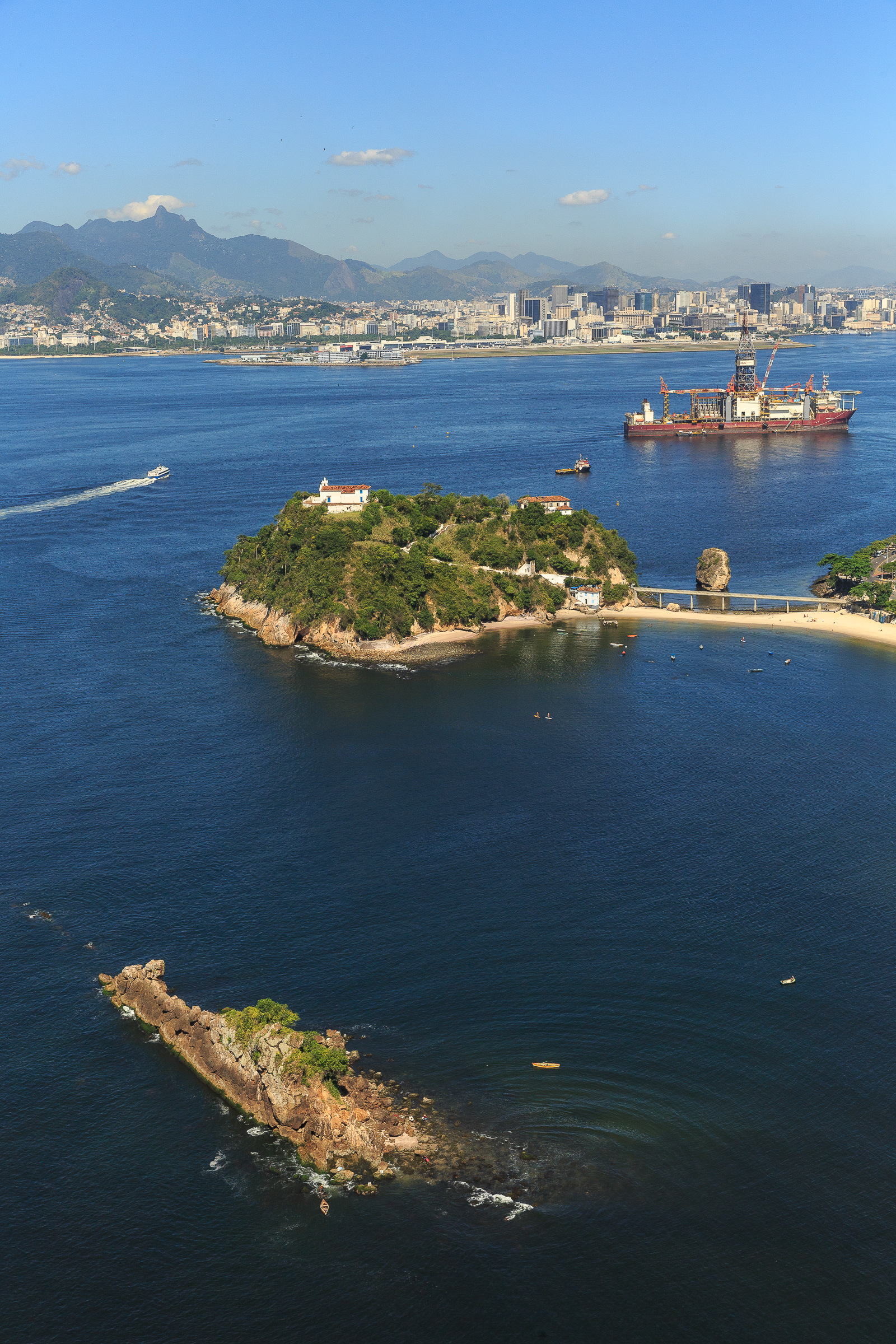
Vista aérea da ilha
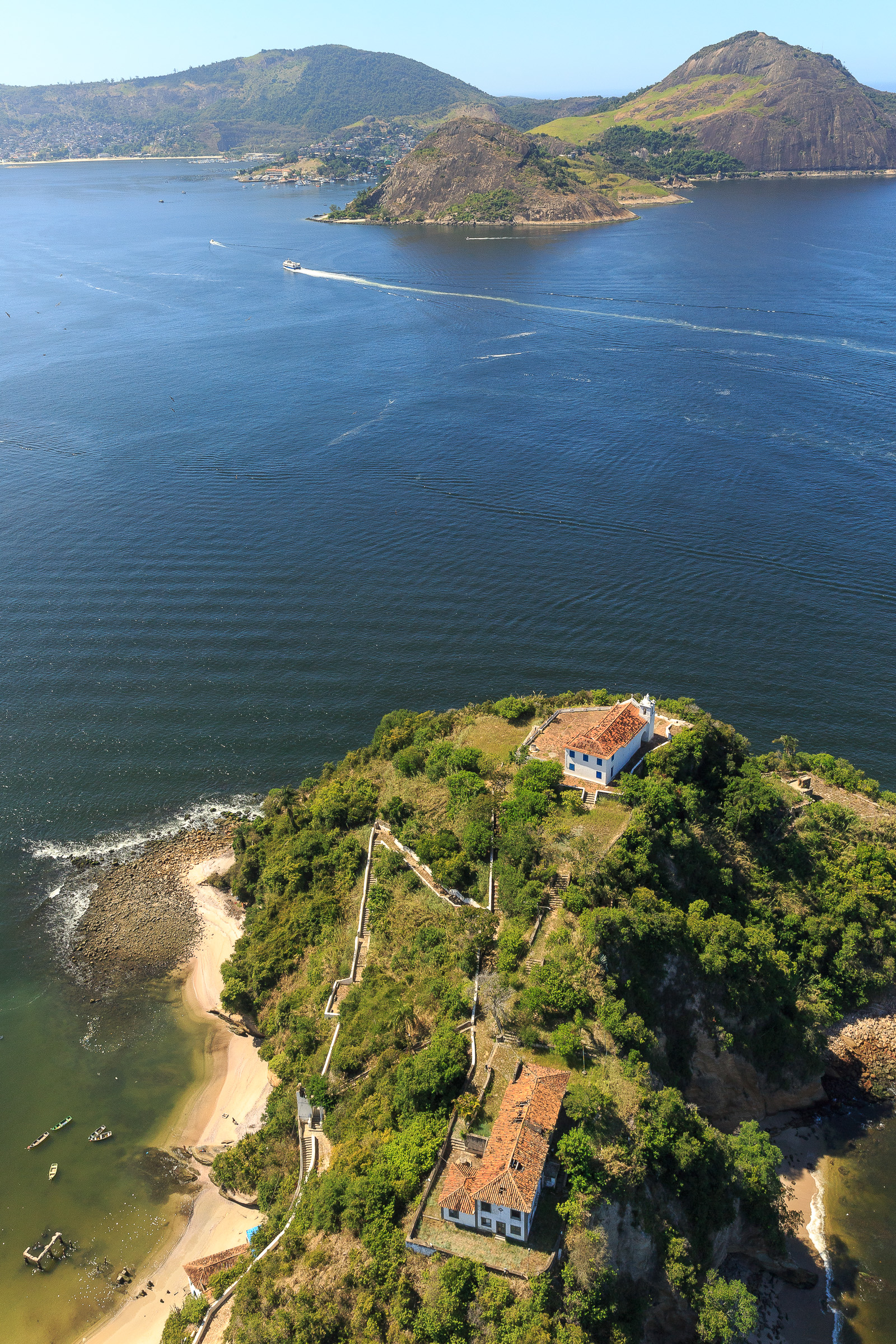
Vista de cima com todas as construções em destaque
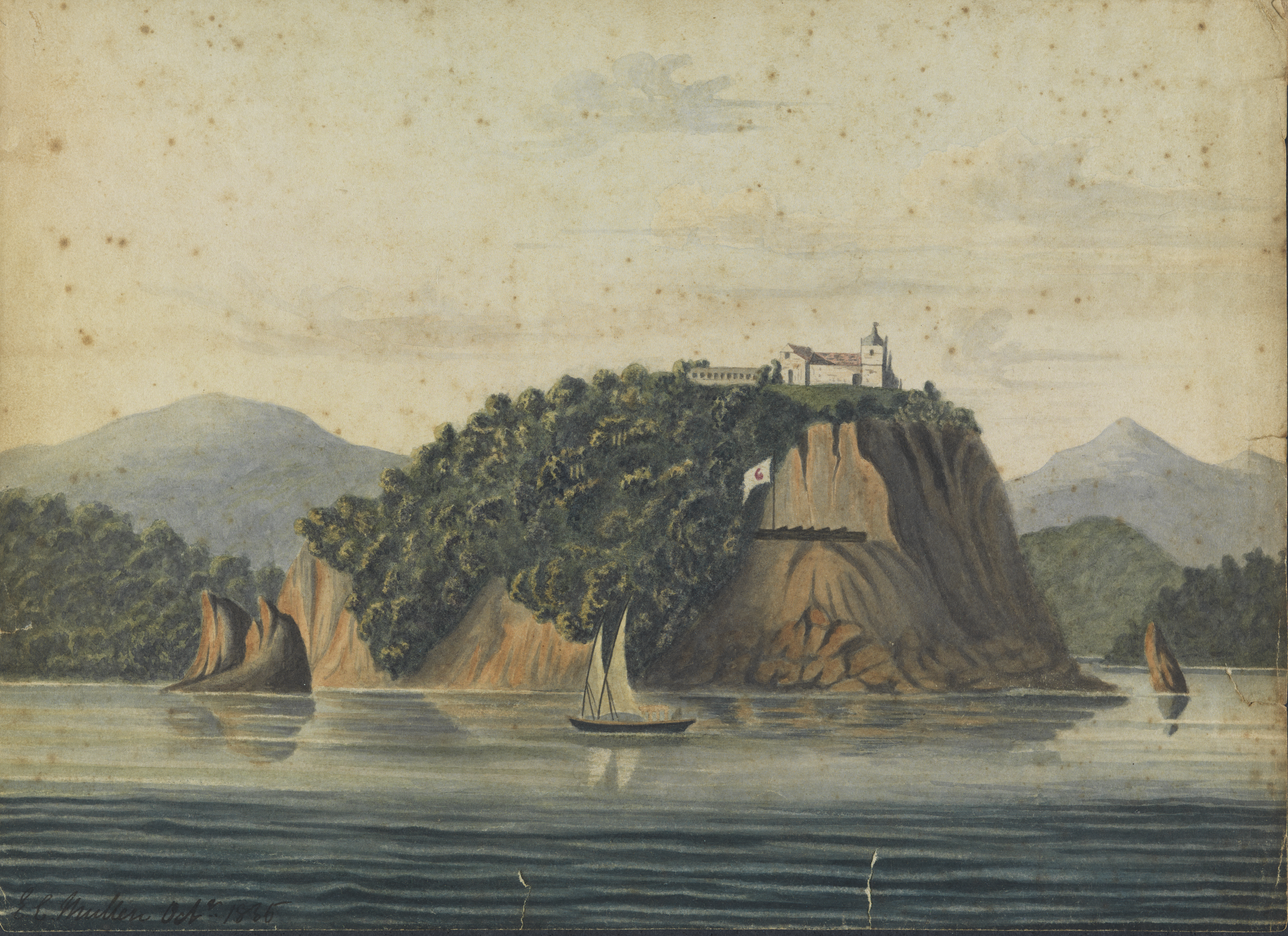
Vista de 1835, por E. C. Mullen e Henry Chamberlain.